# Netball
Netballul este un sport cu minge jucat de două echipe de șapte jucători, de obicei pe un teren acoperit, și este jucat predominant de femei. Este printre un număr rar de sporturi care au fost create exclusiv pentru sexul feminin. Originar din Anglia, Marea Britanie , la sfârșitul secolului al XIX-lea, sportul este jucat în mod special în școli și este jucat cel mai popular în națiunile din Commonwealth . Sportul folosește terenuri de netball interioare și exterioare.